# Wayne Blackshear
Wayne Fitzgerald Blackshear (Chicago, 11 febbraio 1992) è un cestista statunitense.

## Statistiche

### College
| Anno       | Squadra              | PG  | PT | MP   | TC%  | 3P%  | TL%  | RP  | AP  | PRP | SP  | PP   |
| ---------- | -------------------- | --- | -- | ---- | ---- | ---- | ---- | --- | --- | --- | --- | ---- |
| 2011-2012  | Louisville Cardinals | 15  | 1  | 7,0  | 29,3 | 30,0 | 58,3 | 1,4 | 0,1 | 0,2 | 0,1 | 2,5  |
| 2012-2013† | Louisville Cardinals | 39  | 34 | 20,1 | 42,3 | 32,4 | 69,4 | 3,1 | 0,6 | 0,9 | 0,3 | 7,6  |
| 2013-2014  | Louisville Cardinals | 36  | 18 | 19,6 | 43,3 | 39,5 | 74,4 | 3,1 | 0,7 | 0,9 | 0,5 | 8,2  |
| 2014-2015  | Louisville Cardinals | 36  | 36 | 31,4 | 39,5 | 33,1 | 78,0 | 4,3 | 1,2 | 1,0 | 0,6 | 11,6 |
| Carriera   | Carriera             | 126 | 89 | 21,6 | 40,8 | 34,4 | 74,1 | 3,2 | 0,8 | 0,8 | 0,4 | 8,3  |

## Palmarès
- Campione NCAA (2013)